# Прокопенко, Олег Борисович
Олег Борисович Прокопенко (Пустой шаблон {{ВД-Преамбула}} ) — советский и российский хоккеист, защитник.

## Биография
Воспитанник новосибирского хоккея. 13 сезонов (1988/89 — 2000/01) провёл за «Сибирь» Новосибирск (114 матчей в четырёх сезонах МХЛ и Суперлиги). Также играл за «Кедр» Томск (1990/91), «Сибирь-2» (1994/95, 1996/97 — 1997/98, 2000/01), «Газовик» Тюмень (2001/02), «Энергия» и «Энергия-2» (Кемерово, 2002/03), «Зауралье» Курган (2003/04).
Директор хоккейной школы «Сибирь».